# Walter Pérez
Walter Fernando Pérez (San Justo, 31 januari 1975) is een Argentijns wielrenner. Pérez behaalde zijn grootste overwinning tijden de Olympische Zomerspelen van 2008 in Peking. Daar won hij samen met Juan Curuchet de koppelkoers in het baanwielrennen. Naast de olympische titel behaalden Pérez en Curuchet ook samen de wereldtitel koppelkoers in 2004.

## Palmares
1995
- Pan-Amerikaanse Spelen, Achtervolging

1996
- 8e Olympische spelen, Achtervolging

1999
- Pan-Amerikaanse Spelen, Achtervolging

2000
- 8e Olympische spelen, Achtervolging
- 9e Wereldkampioenschap, Ploegenachtervolging
- 2e Zesdaagse van Buenos-Aires (met Juan Llaneras)

2003
- Wereldkampioenschap, Ploegkoers (met Juan Curuchet)
- 1e Wereldbeker Aguascalientes, Ploegkoers (met Juan Curuchet)
- 1e Wereldbeker Kaapstad, Ploegkoers (met Juan Curuchet)

2004
- Wereldkampioenschap, Ploegkoers (met Juan Curuchet)
- Wereldkampioenschap, Scratch
- 9e Olympische spelen, Ploegkoers (met Juan Curuchet)
- 1e Wereldbeker Moskou, Ploegkoers (met Juan Curuchet)
- 1e wereldbeker Moskou, Scratch
- 1e Wereldbeker Sydney, Ploegkoers (met Juan Curuchet)

2005
- Pan-Amerikaanse kampioenschappen, Ploegkoers (met Juan Curuchet)
- Pan-Amerikaanse kampioenschappen, Scratch
- 1e Driedaagse van Pordenone (met Juan Curuchet)
- 3e Zesdaagse van Fiorenzuola (met Juan Curuchet)
- 2e Zesdaagse van Turijn (met Juan Curuchet)

2006
- 1e Wereldbeker Los Angeles, Scratch
- 1e Wereldbeker Los Angeles, Ploegkoers (met Angel Toledo)
- Wereldkampioenschap, Ploegkoers (met Juan Curuchet)

2007
- Wereldkampioenschap, Omnium
- 3e Zesdaagse van Fiorenzuola (met Juan Curuchet)
- 1e Zesdaagse van Turijn (met Juan Curuchet)

2008
- Olympische spelen, Ploegkoers (met Juan Curuchet)
- 3e Zesdaagse van Milaan

2009
- 1e Zesdaagse van Cremona (met Sebastián Donadío)

2011
- Pan-Amerikaanse Spelen, ploegenachtervolging
- Pan-Amerikaanse Spelen, Omnium

2012
- Pan-Amerikaans kampioen Omnium, Elite

2013
- Pan-Amerikaans kampioen ploegenachtervolging, Elite

## Ploegen
- 2002-Club Atlético Peñarol
- 2013-Buenos Aires Provincia
- 2014-Buenos Aires Provincia

Agostini · Arone · Beccaglia · Crespo · Espíndola · Ferrari · J.P.Gaday · L.Gaday · Pagani · Pereyra · Pérez · Tolosa
Agostini · Arone · Beccaglia · Crespo · Espíndola · Ferrari · J.P.Gaday · L.Gaday · Pagani · Pérez · Sivori · Tolosa
2000: Brett Aitken & Scott McGrory ·
2004: Stuart O'Grady & Graeme Brown ·
2008: Juan Curuchet & Walter Pérez ·
2020: Lasse Norman Hansen & Michael Mørkøv ·
2024: Iúri Leitão & Rui Oliveira